# Dorsale Holland
La dorsale Holland è una catena montuosa situata nella regione sud-occidentale della Dipendenza di Ross, nell'Antartide orientale. 

## Geografia
Sita in particolare corrispondenza della costa di Shackleton, davanti alla barriera di Ross, la catena, che fa parte della più vasta catena dei monti Transantartici, si estende in direzione nordovest-sudest per circa 110 km. La dorsale, la cui vetta più elevata risulta essere quella del monte Miller, che arriva a 4180 m s.l.m., è delimitata a nord e a ovest dal flusso del ghiacciaio Robb, che la separa dai monti della Regina Elisabetta, e a sud da quello del ghiacciaio Lennox-King, che la separa dai monti della Regina Alessandra; a est, come detto, si trova la barriera di Ross. Oltre al monte Miller, altre cime di rilievo della dorsale sono il monte Reid e il monte LLoyd, che arrivano rispettivamente a 3315 m s.l.m. e a 3210 m s.l.m.; nella dorsale sono poi presenti diversi ghiacciai, la maggior parte dei quali discendono dal suo versante orientale per andare ad alimentare la barriera di Ross, tra questi si possono citare il Davidson, l'Ekblad, il Morton e lo Jacobsen.

## Storia
La dorsale Holland è stata scoperta durante la spedizione Nimrod, comandata da Ernest Shackleton e condotta tra il 1907 e il 1909. In seguito, è stata così battezzata dai membri del Comitato del Mare di Ross, poi divenuto Comitato neozelandese per i toponimi antartici, in onore di Sir Sidney Holland, che fu primo ministro della Nuova Zelanda dal 1949 al 1957, e che promosse la partecipazione della Nuova Zelanda alla Spedizione Fuchs-Hillary, condotta nel 1955-1958 con l'intento di attraversare l'Antartide passando per il polo sud.